# Starowarwariwka
Starowarwariwka (ukr. Староварварівка) – wieś na Ukrainie, w obwodzie donieckim, w rejonie kramatorskim, w hromadzie Ołeksandriwka. W 2001 liczyła 849 mieszkańców, spośród których 801 wskazało jako ojczysty język ukraiński, 47 rosyjski, a 1 inny.